# Dino Beganovic
Dino Beganovic (bosniska: Beganović [ˈdino bɛˈɡanovitɕ]) född 19 januari 2004 i Landeryd, är en svensk-bosnisk racerförare från Linköping. Han är vinnare av Formula Regional European Championship och kör FIA Formel 2 från och med säsongen 2024. Han är medlem i Ferrari Driver Academy.

## Racing
Beganovic har vunnit svenskt mästerskap i juniorkarting två gånger. År 2020 debuterade Beganovic i singelsits i italienska F4-mästerskapet där vann han ett lopp och slutade som trea totalt. År 2021 tävlade Beganovic i F3 Asiatiska Mästerskapet för italienska Prema Powerteam.

### Karting
Beganovic började med karting 2011 och vann flera nationella mästerskapet såsom det svenska mästerskapet i juniorkarting som han vann 2018 och 2019. Han vann också det italienska mästerskapet i juniorkarting 2019 och placerade sig på andra plats i WSK Euro Series samma år.

### Italienska Formel 4-mästerskapet
Beganovic inledde sin formelbilskarriär i italienska stallet Prema Powerteam i det italienska formel 4-mästerskapet 2020. Där vann han ett lopp på Imola och slutade som trea i mästerskapet, bakom Francesco Pizzi och mästaren Gabriele Minì. Han deltog också i vissa lopp i ADAC Formula 4 med Prema där han tog tolv poäng på två helger.

### Formula Regional European Championship

#### 2021
Beganovic gjorde sin debut i Formel 3 under 2021 där han körde i både det asiatiska F3-mästerskapet och Formula Regional European Championship med Prema. Trots att han endast kört tre av fem lopp i det det asiatiska mästerskapet, tog han fyra pallplatser och fyra Rookie Cup-vinster, och slutade på en sjundeplats i mästerskapet. Efteråt körde han det europeiska F3-mästerskapet där han vann två lopp, en pallplats och en pole position.

#### 2022
Beganovic körde under 2022 i Formula Regional European Championship med Prema. Innan han körde i Europa, deltog han i Formula Regional Asian Championship med stallet Mumbai Falcons. Han vann ett lopp och ytterligare tre andraplatser, han slutade på en femteplats i mästerskapet. Därefter körde han i Europa och vann fyra lopp, 13 pallplatser för att vinna mästerskapet med ett lopp kvar på kalendern.

### FIA Formel 3
Den 20 september 2022 tillkännagav Prema att Beganovic skulle närvara och köra FIA F3-tester på Jerez, tillsammans med Paul Aron och Zak O'Sullivan. Beganovic kommer att göra sin första säsong i Formel 3 från och med 2023 med Prema Powerteam.

### FIA Formel 2
2024
Den 7 november 2024 stod det klart att Beganovic skulle närvara och köra de två sista loppen för laget DAMS istället för Juan Manuel Correa i Formel 2. Beganovic kommer tävla tillsammans med föraren Jak Crawford.
2025
Beganovic bytte lag för säsongen 2025 till Hitech TGR för att göra sin första hela säsong i Formel 2-mästerskapet. Tillsammans med Williams-junioren Luke Browning. Efter att ha passerat linjen strax före en röd flagga tog Dino sin första F2 pole position i Imola.

### Formel 1
I början av 2020 värvade Ferrari Driver Academy Beganovic som medlem. Under Covid-19-pandemin när racingsäsongen sköts upp under början av 2020 körde Beganovic för Ferrari i Bahrain Virtual GP.
Mars 2025 offentliggjordes att Beganovic skulle köra den första fria träningen för Ferrari vid Bahrains Grand Prix 2025 istället för Charles Leclerc. Han slutade på fjortonde plats och som tvåa av de sex rookies som deltog i sessionen.

## Racingstatistik
| Säsong | Serie                                     | Lag                           | Lopp       | Vinster    | Pole       | Varv       | Podium     | Poäng      | Resultat   |
| ------ | ----------------------------------------- | ----------------------------- | ---------- | ---------- | ---------- | ---------- | ---------- | ---------- | ---------- |
| 2020   | Italian F4 Championship                   | Prema Powerteam               | 20         | 1          | 2          | 4          | 6          | 179        | 3:a        |
| 2020   | ADAC Formula 4 Championship               | Prema Powerteam               | 6          | 0          | 0          | 0          | 0          | 12         | 16:e       |
| 2021   | F3 Asian Championship                     | Abu Dhabi Racing by Prema     | 9          | 0          | 0          | 0          | 4          | 88         | 7:e        |
| 2021   | Formula Regional European Championship    | Prema Powerteam               | 20         | 0          | 1          | 2          | 1          | 53         | 13:e       |
| 2022   | Formula Regional Asian Championship       | Mumbai Falcons India Racing   | 15         | 1          | 0          | 2          | 5          | 130        | 5:e        |
| 2022   | Formula Regional European Championship    | Prema Racing                  | 20         | 4          | 4          | 2          | 12         | 300        | 1:a        |
| 2023   | Formula Regional Middle East Championship | Mumbai Falcons Racing Limited | 6          | 2          | 0          | 1          | 2          | 62         | 11:e       |
| 2023   | FIA Formula 3 Championship                | Prema Racing                  | 18         | 0          | 0          | 1          | 4          | 96         | 6:e        |
| 2023   | Macau Grand Prix                          | SJM Theodore Prema Racing     | 1          | 0          | 0          | 0          | 0          | N/A        | DNF        |
| 2024   | FIA Formula 3 Championship                | Prema Racing                  | 20         | 2          | 1          | 2          | 4          | 109        | 6:e        |
| 2024   | FIA Formula 2 Championship                | DAMS Lucas Oil                | 4          | 0          | 0          | 0          | 1          | 22         | 20:e       |
| 2024   | Macau Grand Prix                          | SJM Theodore Prema Racing     | 1          | 0          | 0          | 0          | 0          | N/A        | 8:e        |
| 2025   | FIA Formula 2 Championship                | Hitech TGR                    | 7          | 0          | 1          | 0          | 2          | 29*        | 9:e*       |
| 2025   | FIA Formula One Championship              | Scuderia Ferrari              | Testförare | Testförare | Testförare | Testförare | Testförare | Testförare | Testförare |

*pågående säsong